# کوه نابه واری (کاناگاوا)
نابِه واری یاما ( Nabewari، 鍋割山) در استان کاناگاوا (神奈川県) قرار دارد. ارتفاع این کوه ۱۲۷۳ متر است. این کوه یکی از کوه‌های تشکیل دهندهٔ سلسله کوه‌های تانزاوا (丹沢主脈) محسوب می‌شود.

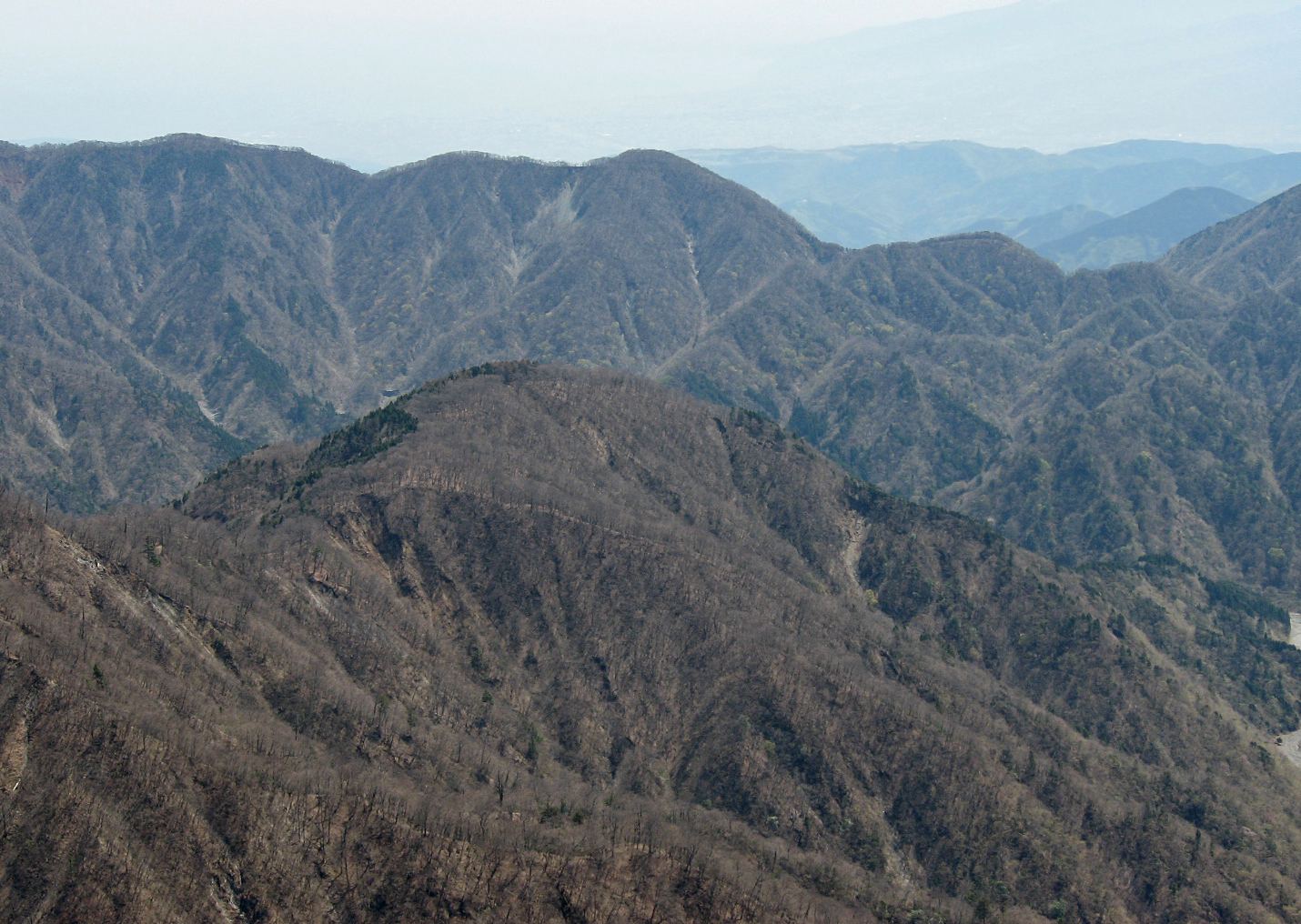
کوه نابه واری (鍋割山).

## نگارخانه

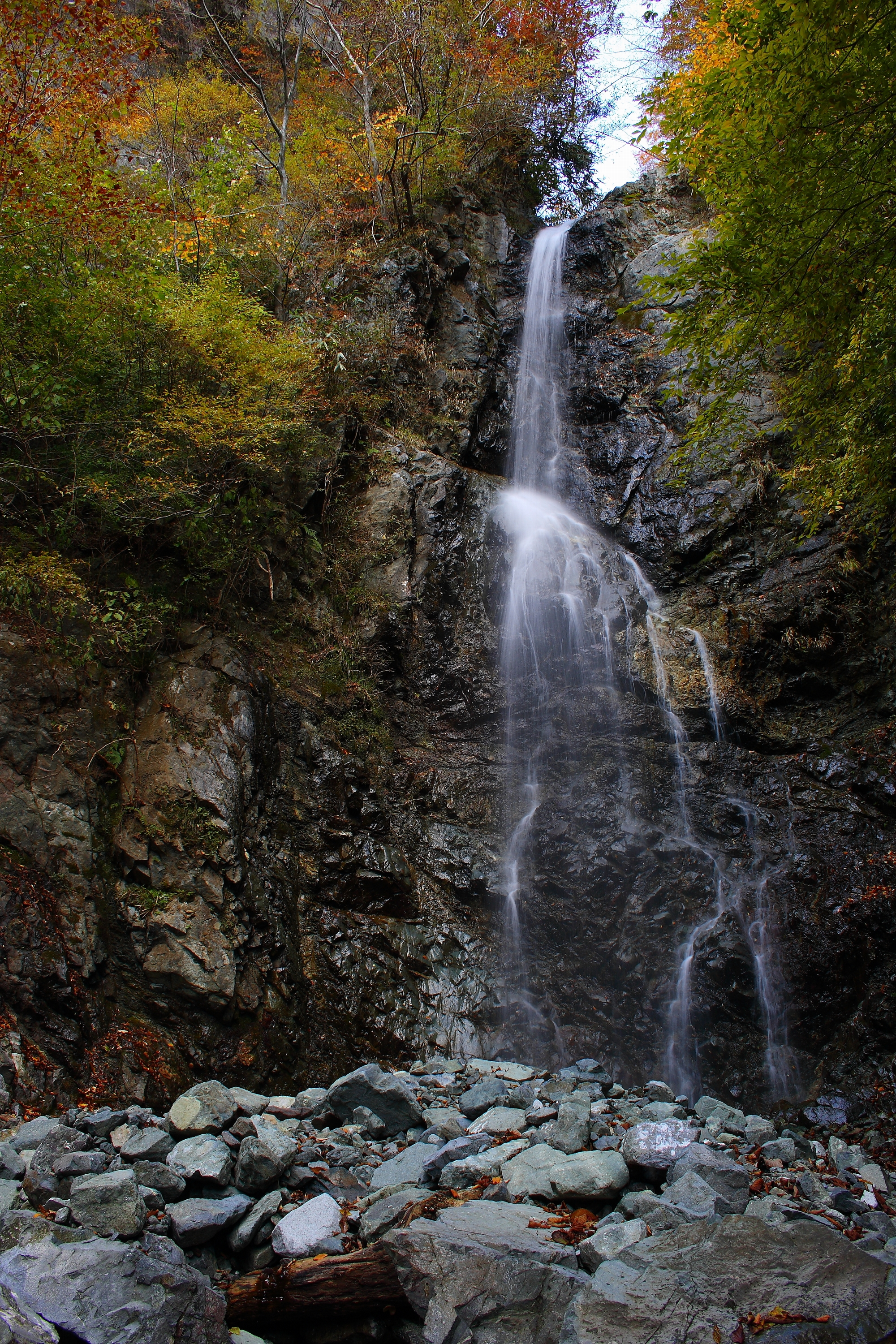
آبشار کوه نابه واری (鍋割山). برای بهتر دیدن عکس بر روی آن کلیک کنید.